# Кабрехас-дель-Кампо
Кабрехас-дель-Кампо (ісп. Cabrejas del Campo) — муніципалітет в Іспанії, у складі автономної спільноти Кастилія-і-Леон, у провінції Сорія. Населення — 71 особа (2010).
Муніципалітет розташований на відстані близько 190 км на північний схід від Мадрида, 18 км на південний схід від Сорії.
На території муніципалітету розташовані такі населені пункти: (дані про населення за 2010 рік)
- Кабрехас-дель-Кампо: 49 осіб
- Охуель: 22 особи

## Демографія
Динаміка населення (INE ):